# Ouratea saulensis
Ouratea saulensis är en tvåhjärtbladig växtart som beskrevs av C. Sastre. Ouratea saulensis ingår i släktet Ouratea och familjen Ochnaceae. Inga underarter finns listade i Catalogue of Life.